# Mètode de Kjeldahl
El Mètode de Kjeldahl o digestió de Kjeldahl, en química analítica, és un mètode per determinar el contingut de nitrogen orgànic d'una substància i que s'engloba en la categoria de mitjans per digestió humida. S'utilitza per estimar el contingut de proteïnes dels aliments. Va ser desenvolupat pel danès Johan Kjeldahl a principi dels anys vuitanta del segle xix i publicat el 1883. El principal inconvenient d'aquest mètode consisteix en la possible valoració de nitrogen no proteic i fins i tot de substàncies tòxiques i sense cap valor nutritiu. Un altre mètode per a mesurar el contingut de nitrogen és el mètode Dumas.

## Etapes
El mètode desenvolupat per Kjeldahl consta de tres etapes:

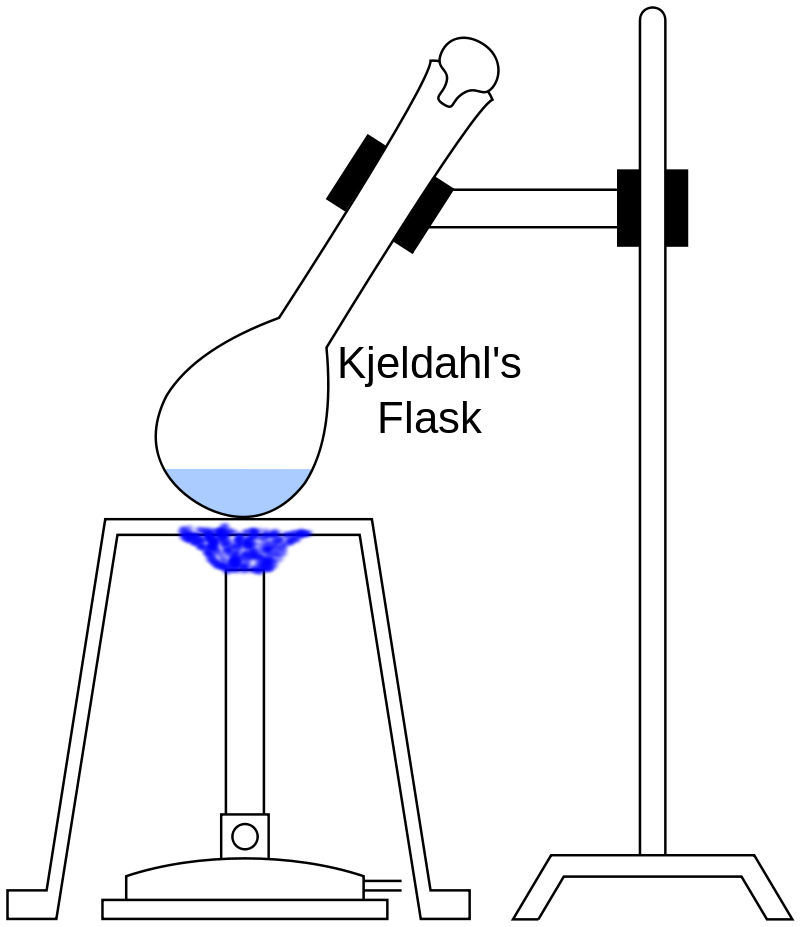
Digestió Kjeldahl

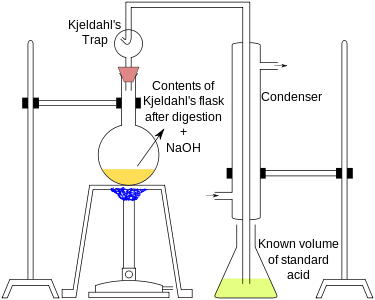
Destil·lació en el mètode Kjeldahl

### Digestió
Conversió del nitrogen (provinent de les proteïnes, per exemple) en ió d'amoni mitjançant un escalfament a una temperatura de 400 °C aproximadament, en un matràs adhoc, el matràs de Kjeldahl, en bloc de digestió amb addició prèvia d'àcid sulfúric i catalitzador (sulfat de coure (II)), que desencadena la conversió del nitrogen de la mostra en amoni.

### Destil·lació
Separació per arrossegament amb vapor de l'amoníac i posterior solubilització en una solució àcida de concentració coneguda. En aquesta etapa s'addiciona NaOH a la dissolució d'amoni obtinguda prèviament, generant NH3 i vapor d'aigua. La solubilització posterior en la solució àcida permet la conversió de NH3 a catió amoni, el qual es troba juntament amb l'excés de solució àcida afegida.
El NH3 pot recollir-se sobre dos medis: àcid fort en excés e concentració coneguda, o bé, àcid bòric en excés mesurat.

### Valoració
Mesura de la quantitat d'àcid neutralitzat per l'amoníac dissolt, el que indica la quantitat de nitrogen present a la mostra inicial. Segons el mètode de recollida en la destil·lació, l'amoni es valora de dues formes: 
- recollida sobre àcid fort en excés mesurat: s'utilitza una base i l'indicador vermell de metil, per exemple
- recollida sobre àcid bòric en excés mesurat: s'utilitza un àcid i l'indicador de vermell de metil, per exemple.